# La Bamboche
 (décembre 2016).
Si vous disposez d'ouvrages ou d'articles de référence ou si vous connaissez des sites web de qualité traitant du thème abordé ici, merci de compléter l'article en donnant les références utiles à sa vérifiabilité et en les liant à la section « Notes et références ».
La Bamboche est un groupe français de musique folk d'origine lyonnaise (au départ amateur) formé en 1972 par Jean Blanchard (épinette des Vosges, mandoline, musette berrichonne, cornemuse Béchonnet, violon, accordéon diatonique, concertina, percussions, chant), Jacky Bardot (guitare, bouzouki, épinette des Vosges, mandoloncelle, chant), Bernard Blanc (vielles, cabrette, cornemuse bechonnet, flûte, guitare, tin-whistle, chant, sonnailles) et Jacques Boisset (violon, épinette des Vosges, basse, percussions, chant).
Le groupe compta parmi les leaders du folk français, aux côtés de Malicorne et Mélusine. Il interprète un répertoire axé sur les régions du centre de la France, dans un style traditionnel acoustique jusqu'en 1978.

## Histoire

### Des débuts prometteurs en tant que groupe amateur
Groupe d'abord amateur, La Bamboche commence par animer les soirées du folk-club lyonnais La Chanterelle fondé en 1972 par Jean Blanchard, avant de descendre dans les bars étudiants, les MJC du coin, puis les festivals folks. Le groupe acquiert rapidement une petite notoriété régionale jusqu'à ce que le metteur en scène Roger Planchon, directeur du TNP, les contacte pour jouer dans sa dernière création, Le Cochon noir. Les musiciens se retrouvent donc salariés du TNP en 1973, n'ayant aucune idée de l'importance de cette institution. Ils ont pour mission de créer un univers musical conforme aux souhaits de Planchon, basé sur la musique traditionnelle ardéchoise (la pièce se passe en Ardèche). D'un seul coup, ils troquent leurs rôles de joyeux drilles pour celui de musiciens professionnels ! La tournée de la troupe emprunte le circuit des grands théâtres nationaux.

### Le succès précoce
En 1975, les musiciens croisent par hasard la route de Hugues de Courson, directeur artistique chez Hexagone (le label discographique de Malicorne), qui propose de les enregistrer : le premier album La Bamboche (sous-titre : Le Tailleur de pierre) est enregistré en 3 nuits et se vendra à 50 000 exemplaires !
Dès 1975, La Bamboche connaît un immense succès. Un manager est embauché, les tournées se multiplient dans toute l'Europe de l'Ouest : MJC, festivals folks, fêtes de soutien aux partis de gauche et d'extrême gauche, manifestations écolo... En particulier, le groupe donne un concert le 2 juin 1975 au jazz club "À l'Ouest de la Grosne" à Bresse-sur-Grosne en Bourgogne (près de Tournus) que le gérant des lieux Jacky Barbier a enregistré. En l'absence d'album live dans la discographie du groupe, ce document sonore constitue le seul enregistrement connu d'un concert du groupe,,,.
Dès 1975 également, un nouveau venu dans l'équipée lyonnaise, Jacques Mayoud (violon, mandoloncelle, percussions, chant), remplace Jacques Boisset.
Sorti en 1976, La Bamboche (sous-titre : Joli mois de mai), le second album des Lyonnais est plus instrumental que le précédent : d'orientation très traditionnelle, on y trouve bourrées, marches, branles, polkas, scottishes... Plus travaillé musicalement, l'album introduit en outre la musette berrichonne dont La Bamboche fera dorénavant grand usage. Quelques chansons se glissent entre les danses.
Sorti en 1977, moins traditionnel que les précédents, plus varié, Quitte Paris, le troisième album du groupe traduit le début d'un changement d'orientation. La chanson titre nous compte les péripéties d'un jeune homme quittant sa province natale pour gagner la capitale. René Joly, l’accordéoniste qui double sur scène la star auvergnate Jean Ségurel, vient jouer dans l’album sur deux titres : "Quitte Paris" et "La Chanson de Craone", ce dernier titre devenant un véritable succès radio ! Toujours nombreuses, les danses traditionnelles du centre de la France sont traitées sur un mode plus original que dans les albums précédents. La cabrette et la cornemuse sont toujours reines. Il faudra attendre l'album suivant pour observer une franche évolution dans l'orientation du groupe, évolution qui n'ira pas sans choquer une partie de son public.

### L'électrification du groupe
En mars 1977, par choix de vie, Bernard Blanc, Jacky Bardot et Jacques Mayoud décident de quitter la Bamboche. C'est l'occasion pour le groupe de passer à autre chose : sorti en 1978 chez Ballon Noir (le label d'Hugues de Courson), le cinquième album intitulé La Saison des amours se démarque des précédents. À la suite de Malicorne, La Bamboche s'est décidé à franchir le pas décisif de l'électrification, déchaînant sur son passage les foudres des puristes du mouvement folk.
« J'étais au Centre américain à Paris, le soir du premier concert électrique de La Bamboche, certains spectateurs ont réclamé le remboursement de leur place, au vu du matos, j'ai eu peur » — Gabriel Yacoub
La nouvelle formation se compose alors de Jean Blanchard (violon, cornemuse béchonnet, accordéon, épinette, chant), Jacques Boisset (basse, percussions, chant), Evelyne Girardon dite "Beline" (chant, vielle), Bernard "Beps" Chauchat (batterie) et Daniel Olivier (guitare) (ce dernier en provenance du groupe folk La Grande Folque). 
Par le plus grand des hasards, Hughes de Courson n'étant pas libre, il fait appel à Gabriel Yacoub pour la réalisation de cet album. Ceci mit heureusement fin à une absurde polémique selon laquelle Malicorne et La Bamboche étaient des groupes "ennemis". Jacky Bardot et Gabriel avaient même prévu d'enregistrer un album en duo (projet qui n'a finalement pas abouti).
Dans l'ensemble, le disque propose de belles mélodies, des textes traditionnels bien choisis, ainsi que quelques compositions. Contrairement à ce que l'on pourrait croire, l'électrification n'a pas entraîné La Bamboche dans un folk rock pur et dur. Si le groupe s'apparente désormais plus à Malicorne qu'à Mélusine, les musiciens privilégient cependant la beauté des mélodies, les ballades poétiques au détriment de la rythmique. Evelyne Girardon interprète la majeure partie des chansons de l'album, cédant, de temps à autre, sa place à Jean Blanchard. Cet album de qualité propose un folk électrifié personnalisé, dans la lignée de Malicorne, sans en être une simple copie. Il traduit l'évolution d'un groupe qui a su digérer les influences traditionnelles et trouver sa propre personnalité. Plus moderne que les albums précédents, il s'écoute aussi plus facilement.
Le groupe joue en tête d'affiche du Nyon Folk Festival 1978 (le 20 juillet, jour d'ouverture du festival),.

### Le dernier album
Après 3 années de tournée, la formation dite "électrique" de La Bamboche enregistre son deuxième album, Née de la lune qui sort en 1980. Cet enregistrement comprend essentiellement des compositions des membres du groupe. "La bourrée infernale" reste le morceau emblématique de La Bamboche de cette époque. Le groupe a changé, le musicien venu du jazz Pierre "Tiboum" Guignon remplace le batteur Bernard "Beps" Chauchat. Plus tard, le percussionniste Michel Di Napoli rejoindra le groupe tandis que le contrebassiste Michel Poncet remplacera Jacques Boisset,. 
Avec cet album, la Bamboche entame une nouvelle évolution : le groupe semble quitter le folk pour entrer dans un nouvel univers musical teinté de rock, de pop, de chanson et malgré tout, de musique traditionnelle. Les musiques sont, dans l'ensemble, des compositions des artistes et les textes, poétiques et réalistes, sont signés La Bamboche. La vielle à roue en pochette de l'album est celle d’Évelyne Girardon (luthier Jean-Luc Bleton),. 
Pendant la tournée de soutien à l'album, le groupe se produit notamment le 27 mars 1981 à Maison de la Culture de La Rochelle (programmé par "paroles et images d'ici"). 
Il s'agit du tout dernier album de La Bamboche qui, électrifiée, n'a pas su conquérir un nouveau public. 
Le groupe se séparera en 1983,.

### L'"après" La Bamboche
Dans les années 1980 et 1990, Jean Blanchard et Beline poursuivent ensemble leur carrière. Ils montent des spectacles musicaux et fondent ensemble en 1981 un nouveau groupe Beau Temps sur la Province puis en 1986 la Compagnie du Beau Temps qui perdure jusqu'en 1999. Beline crée en 1989 l’ensemble vocal Roulez Fillettes afin de continuer sur scène son exploration de la polyphonie et de la tradition populaire francophone. Fin 1999, elle crée la Compagnie Beline dont les activités se concentrent sur des projets musicaux a capella, autour du répertoire chanté de tradition populaire en français (spectacles, stages, ateliers).
Jean Blanchard a fondé un quintette de cornemuses puis en 1994 le groupe folk Tradmania avec la chanteuse folk Sylvie Berger, le contrebassiste Michel Poncet (lui-même un ancien (des derniers instants) de La Bamboche) et le saxophoniste-clarinettiste (plutôt orienté jazz) François Dumont d'Ayot. Sa virtuosité lui vaut la reconnaissance du milieu traditionnel. Il dirige pendant plusieurs années le Centre de musiques traditionnelles Rhône-Alpes (CMTRA). La Chanterelle existe toujours, mais elle s’est, au fil du temps, spécialisée dans la danse traditionnelle et institutionnalisée. Jean y donne des cours et y anime quelques ateliers. Il donne également des cours au CEFEDEM de Lyon.
Jacky Bardot est chargé de la musique à la mairie de Saint-Priest.
Bernard Blanc est facteur de cornemuses dans l'Allier depuis 1977.
Jacques Boisset est directeur technique du cirque de Chalons-en-Champagne.
Jacques Mayoud est musicien professionnel, spécialisé dans la rencontre musicale inter-culturelle, notamment entre tradition française, chinoise, scandinave et africaine. Il tourne en solo et en trio, anime des formations sur l'écoute des musiques du monde. Il est membre actif du Centre des Musiques Traditionnelles Rhône-Alpes (CMTRA). À partir d'avril 1985, il a également fait partie du groupe folk Mélusine.
En 2003, les musiciens se réunissent tous une nouvelle fois à l'occasion d'un concert à Chonas-l'Amballan (Isère) pour y interpréter leurs titres les plus connus.

## Discographie

### Albums studio
1. 1975 : La Bamboche (ou La Bamboche 1 ou Le Tailleur de pierre) (Hexagone 883003) (album studio #1)
2. 1976 : La Bamboche (ou La Bamboche 2 ou Joli mois de mai ou Jeu à monter sans colle) (Hexagone 883005) (album studio #2)
3. 1977 : Quitte Paris (Hexagone 883012) (album studio #3)
4. 1978 : Quintessence (Hexagone 883032) (compilation)
5. 1978 : La Saison des amours (Ballon Noir BAL 13007) (album studio #4)
6. 1980 : Née de la lune (Hexagone 883037, WE 351) (album studio #5)

### Albums live
- À l'exception d'un titre live paru en 1974 sur l'album collectif Kertalg 1974, d'un titre live paru en 1976 sur l'album collectif Folk en Cévennes (sous-titre : Airs traditionnels à danser – Festival 75 de Saint-Germain-de-Calberte – Lozère) et de deux titres live parus en 1977 sur l'album collectif Folk (sous-titre : Festival de Mamirolle organisé par les Éclaireuses et Éclaireurs de Franche-Comté 5.6.7 juin 1976), aucun album live du groupe n'est jamais paru. Par contre, au moins l'enregistrement intégral d'un concert existe : réalisé par Jacky Barbier, il s'agit de l'enregistrement du concert donné par le groupe le 2 juin 1975 au jazz club "À l'Ouest de la Grosne" à Bresse-sur-Grosne[3],[4],[5].

### Singles
1. 1975 : "Pas d'été à l'Henri Caillaux" (Face A : "Mazurka de Lapleau / Pas d'été à l'Henri Caillaux" (3:13) ; Face B : "Rosalie - La Velhada" (3:53)) (Disques Hexagone – 881 003 ; Distribution WEA)[13],[14]
2. 1976 : "Joli mois de mai" (Face A : "Joli mois de mai" (3:15) (Trad. adapt. (des paroles) La Bamboche / Musique : Jean Blanchard) ; Face B : "Tourniquet de Saint-Flour" (2:45)) (Trad. arrgt. La Bamboche) (Disques Hexagone – 882 002 ; Distribution WEA)[15]

### Contributions
- 1974 : Kertalg 1974[16] (Barclay BAR 90 011 - LP, France) : album collectif regroupant les enregistrements de quelques titres live interprétés par divers artistes lors de l'édition 1974 du festival de Kertalg dont un titre live (édité sur album studio mais inédit en live) de La Bamboche ("Mazurka, Pas d'été à l'Henri Caillaut" (Traditionnel / Arrgt. La Bamboche) (3.12))
- 1976 : Folk en Cévennes (sous-titre recto : Airs traditionnels à danser – Festival 75 de Saint-Germain-de-Calberte – Lozère) (Lou Valat – STS 6001)[17] : album collectif regroupant les enregistrements de quelques titres live interprétés par divers artistes à Saint-Germain-de-Calberte en Lozère lors du "Festival 75" dont un titre live (totalement inédit) de La Bamboche ("Suite de scottishes" (3:08) – 2ème plage du disque)
- 1977 : Folk (sous-titre recto : Festival de Mamirolle organisé par les Éclaireuses et Éclaireurs de Franche-Comté 5.6.7 juin 1976 ; titre verso : Festival traditionnelle de Mamirolle – Juin 1976) (JBP (Jean Baptiste Piazzano Records)[18] – 527 / 528) : double album collectif regroupant les enregistrements de quelques titres live interprétés par divers artistes dont deux titres de La Bamboche (un medley live (totalement inédit) de titres intitulé "Le temps des 18 Ans" composé de "C'est demain le temps" et de "Le conseil de guerre" (4:05) – 5ème plage du 1er disque ; le titre live (édité sur album studio mais inédit en live) "Pas d'été (Pas d'été du costaud de Subligny)" (3:00) – 7ème plage du 2ème disque)[19]
- 1978 : La Marée Noire (Ballon noir BAL 13005) : album collectif dont le bénéfice des ventes était destiné aux associations écologiques travaillant à réparer les dégâts provoqués par le naufrage de l'Amoco Cadiz et comprenant un titre de Malicorne "Le Navire de Bayonne / Paye Paysan" interprété avec La Bamboche
- 1979 : Grand bal folk (Hexagone no 883033) : compilation regroupant 16 titres (uniquement instrumentaux) de 4 groupes folk : Malicorne (4 titres), La Bamboche (7 titres), Le Grand Rouge (1 titre) et La Chifonnie (4 titres)